# Gamage (rivière)
Pour les articles homonymes, voir Gamage.
La Gamage est une rivière française, affluent de la Dordogne, qui coule en Nouvelle-Aquitaine, dans le département de la Gironde.

## Géographie
La Gamage prend sa source en Gironde, à plus de 100 mètres d'altitude, sur la commune de Blasimon, deux kilomètres au sud-sud-ouest du bourg, près du lieu-dit Fonbeaude.
Deux kilomètres plus loin, elle est retenue en un plan d'eau au bord duquel est implanté une base de loisirs (Domaine départemental de Blasimon, propriété du conseil départemental de la Gironde).
Elle conflue avec la Dordogne en rive gauche, en limite des communes de Sainte-Florence et Saint-Vincent-de-Pertignas, un kilomètre et demi au nord-ouest du bourg de Sainte-Florence.
Sa longueur est de 13,9 km.

### Affluents
Le Service d'administration nationale des données et référentiels sur l'eau (SANDRE) et le Système d'Information sur l'Eau du Bassin Adour Garonne (SIEAG) ont répertorié 15 affluents et sous-affluents de la Gamage. Le cours d'eau principal et plusieurs affluents ont été modifiés pour l'alimentation des anciens moulins. Aujourd'hui ces moulins ont disparu ou ont été transformés en habitations privées.
| - Les affluents de la Gamage. |

Dans le tableau ci-dessous se trouvent : le nom de l'affluent ou sous-affluent, la longueur du cours d'eau, son code SANDRE, des liens vers les fiches SANDRE, SIEAG et vers une carte dynamique d'OpenStreetMap qui trace le cours d'eau.

## Lieux et monuments
À Blasimon :
- les ruines (église et tour) de l'abbaye bénédictine ;
- l'église Saint-Nicolas avec son clocher-mur ;
- le moulin fortifié de la Barthe, XIVe et XVe siècles, propriété privée